# Peranakan

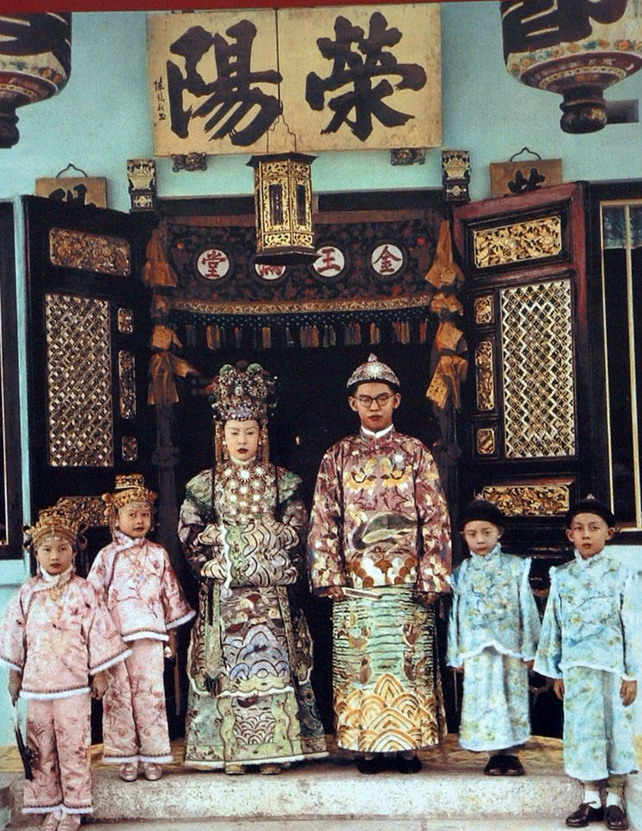
Peranakańska ceremonia ślubna

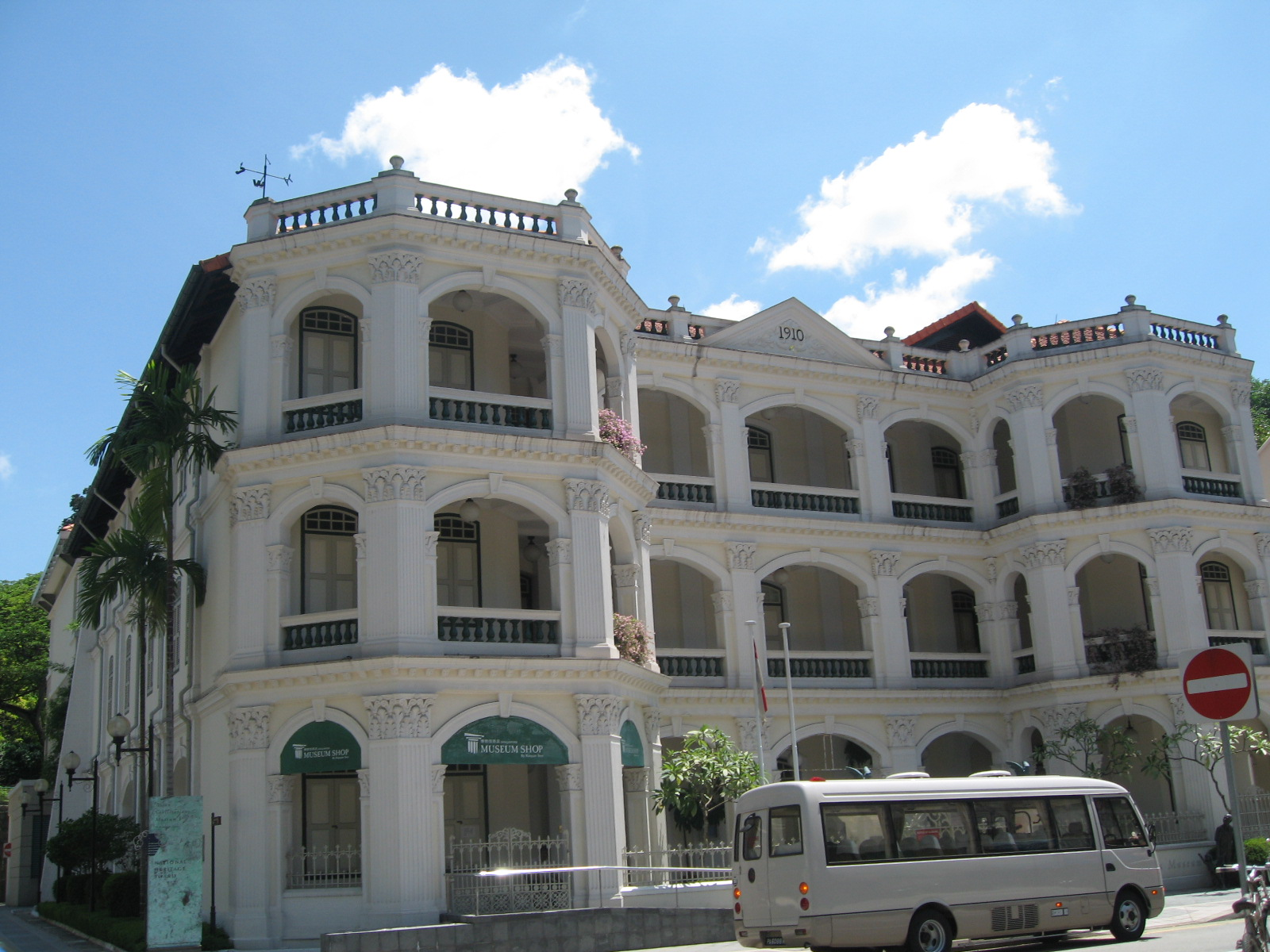
Muzeum kultury peranakańskiej w Singapurze

Peranakan, Baba-Nyonya (chiń. 峇峇娘惹 Bābā Niángrě; hokkien: Bā-bā Niû-liá) – malajska nazwa potomków chińskich imigrantów, którzy przybyli na Malaje w kilku falach począwszy od XVI w., żeniąc się często z miejscowymi kobietami. Większość z nich osiedliła się w miastach położonych na zachodnim wybrzeżu Półwyspu Malajskiego, stąd ich angielskie określenie Straits Chinese (Chińczycy znad Cieśniny).

## Nazwa
Malajskie słowo Peranakan znaczy dosłownie „potomkowie”, zaś baba i nyonya to grzecznościowe określenia w języku malajskim, odpowiednio „Pan” i „Pani”.

## Religia
Większość Peranakanów wyznaje buddyzm i inne religie chińskie. Niektóre rodziny wyznają katolicyzm.

## Język
Posługują się kreolskim językiem malajskim, tzw. baba melayu z licznymi zapożyczeniami z chińskiego dialektu hokkien. Obecnie w zaniku, jego znajomość zachowują przedstawiciele starszego pokolenia.

## Kultura
Zachowali w dużym stopniu kulturę chińską, przejmując pewne elementy kultury malajskiej i indonezyjskiej, a także kultury europejskiej. Przeważnie byli bogatsi od Chińczyków świeżo przybyłych z kontynentu, tworząc elitę społeczną na terenach, na których zamieszkiwali. W czasach kolonialnych ulegali silnym wpływom kultury zachodniej.

## Kuchnia
Peranakanowie wytworzyli własną tradycję kulinarną, zwaną kuchnią Nyonya, łącząc tradycyjne składniki kuchni chińskiej z przyprawami malajskimi.